# Otar Gabelia
Otar Gabelia, gruz. ოთარ გაბელია, ros. Отар Амбросиевич Габелия, Otar Ambrosijewicz Gabielija (ur. 24 marca 1953 w Zugdidi, Gruzińska SRR) – gruziński piłkarz, grający na pozycji bramkarza, reprezentant Związku Radzieckiego, trener piłkarski.

## Kariera piłkarska

### Kariera klubowa
Jest wychowankiem klubu Dinamo Zugdidi. W 1970 rozpoczął karierę piłkarską w Dinamo Zugdidi, z którego w 1972 przeszedł do Dinama Suchumi. Od 1974 występował w klubach Torpedo Kutaisi i Dinamo Tbilisi. Z tym drugim odniósł swe największe sukcesy: Mistrzostwo ZSRR w 1978, Puchar ZSRR w 1979 oraz Puchar Zdobywców Pucharów w 1981. W 1990 zakończył karierę piłkarską.

### Kariera reprezentacyjna
W reprezentacji ZSRR zadebiutował 21 listopada 1979 w przegranym 1:3 towarzyskim meczu z RFN. Był to jego jedyny występ w radzieckiej kadrze w oficjalnym spotkaniu. W 1980 zaliczył występ w grze nieoficjalnej z NRD.

## Kariera trenerska
Po zakończeniu kariery piłkarskiej pracował jako trener, szkoląc piłkarzy Odiszi Zugdidi, Alazani Gurdżaani, Durudżi Qvareli, Algeti Marneuli, TGU Tbilisi, Sioni Bolnisi, Torpedo Kutaisi, Dinamo Batumi i FK Borżomi. Zajmował stanowisko trenera bramkarzy reprezentacji Gruzji. W latach 2009–2011 prowadził młodzieżową reprezentację Gruzji. W pierwszej połowie 2011 pomagał trenować Baia Zugdidi.

## Sukcesy i odznaczenia

### Sukcesy klubowe
- mistrz ZSRR: 1978
- wicemistrz ZSRR: 1977
- brązowy medalista Mistrzostw ZSRR: 1981
- zdobywca Pucharu ZSRR: 1979
- finalista Pucharu ZSRR: 1980
- zdobywca Pucharu Zdobywców Pucharów: 1981
- wicemistrz Spartakiady Narodów ZSRR: 1979.

### Sukcesy indywidualne
- wybrany do listy 33 najlepszych piłkarzy ZSRR: Nr 2 (1979)
- wybrany najlepszym bramkarzem Mistrzostw ZSRR: 1979
- członek Klubu Lwa Jaszyna

### Odznaczenia
- tytuł Mistrza Sportu ZSRR: 1978
- tytuł Zasłużonego Mistrza Sportu ZSRR: 1981